# Zacaria Maazouzi
Zacaria Maazouzi (10 agosto 1989) è un giocatore di calcio a 5 e calciatore norvegese, pivot del Grorud e attaccante del Gøy-Nor.

## Carriera

### Calcio a 5

#### Club
Maazouzi gioca per il Grorud, squadra militante nella NFF Futsal Eliteserie, massima divisione locale. Con questa maglia, ha vinto la Futsal Cup 2013-2014 ed il campionato 2014-2015.

#### Nazionale
Ha giocato 2 partite per la Norvegia. Ha esordito il 5 dicembre 2012, nella vittoria per 8-3 contro la Danimarca.

### Calcio
Maazouzi ha cominciato la carriera con la maglia del Grorud, all'epoca militante in 3. divisjon, quarto livello del campionato norvegese. Ad agosto 2010 è passato al Romsås, in 4. divisjon, dove ha contribuito alla promozione. Nell'estate successiva ha fatto ritorno al Grorud, dove nello stesso anno ha contribuito alla promozione in 2. divisjon.
Ha debuttato in questa divisione il 14 aprile 2012, subentrando ad Ilias El Hafedi nella sconfitta per 3-1 maturata sul campo del Fram Larvik. Il 6 maggio successivo ha segnato la prima rete, nella sconfitta interna per 1-2 contro l'Ørn-Horten.
È rimasto al Grorud fino ad agosto 2014, quando si è trasferito al Gjellerasen, in 4. divisjon. Nel 2016 è al Langhus.

## Statistiche

### Presenze e reti nei club
Statistiche aggiornate al 9 aprile 2018.
| Stagione       | Club          | Campionato    | Campionato | Campionato | Coppe nazionali | Coppe nazionali | Coppe nazionali | Coppe continentali | Coppe continentali | Coppe continentali | Supercoppe | Supercoppe | Supercoppe | Totale | Totale |
| Stagione       | Club          | Comp          | Pres       | Reti       | Comp            | Pres            | Reti            | Comp               | Pres               | Reti               | Comp       | Pres       | Reti       | Pres   | Reti   |
| -------------- | ------------- | ------------- | ---------- | ---------- | --------------- | --------------- | --------------- | ------------------ | ------------------ | ------------------ | ---------- | ---------- | ---------- | ------ | ------ |
| 2007           | Grorud        | 3D            | ?          | ?          | CN              | ?               | ?               | -                  | -                  | -                  | -          | -          | -          | ?      | ?      |
| 2008           | Grorud        | 3D            | ?          | ?          | CN              | ?               | ?               | -                  | -                  | -                  | -          | -          | -          | ?      | ?      |
| 2009           | Grorud        | 3D            | ?          | ?          | CN              | ?               | ?               | -                  | -                  | -                  | -          | -          | -          | ?      | ?      |
| gen.-ago. 2010 | Grorud        | 3D            | ?          | ?          | CN              | ?               | ?               | -                  | -                  | -                  | -          | -          | -          | ?      | ?      |
| ago.-dic. 2010 | Romsås        | 4D            | ?          | ?          | CN              | -               | -               | -                  | -                  | -                  | -          | -          | -          | ?      | ?      |
| gen.-ago. 2011 | Romsås        | 3D            | ?          | ?          | CN              | ?               | ?               | -                  | -                  | -                  | -          | -          | -          | ?      | ?      |
| Totale Romsås  | Totale Romsås | Totale Romsås | ?          | ?          |                 | ?               | ?               |                    | -                  | -                  |            | -          | -          | ?      | ?      |
| ago.-dic. 2011 | Grorud        | 3D            | ?          | ?          | CN              | -               | -               | -                  | -                  | -                  | -          | -          | -          | ?      | ?      |
| 2012           | Grorud        | 2D            | 23         | 7          | CN              | 0               | 0               | -                  | -                  | -                  | -          | -          | -          | 23     | 7      |
| 2013           | Grorud        | 2D            | 17         | 7          | CN              | 2               | 0               | -                  | -                  | -                  | -          | -          | -          | 19     | 7      |
| gen.-ago. 2014 | Grorud        | 2D            | 1          | 0          | CN              | 0               | 0               | -                  | -                  | -                  | -          | -          | -          | 1      | 0      |
| Totale Grorud  | Totale Grorud | Totale Grorud | 41+        | 14+        |                 | 2+              | 0+              |                    | -                  | -                  |            | -          | -          | 43+    | 14+    |
| ago.-dic. 2014 | Gjellerasen   | 4D            | ?          | ?          | CN              | -               | -               | -                  | -                  | -                  | -          | -          | -          | ?      | ?      |
| 2016           | Langhus       | 4D            | ?          | ?          | CN              | -               | -               | -                  | -                  | -                  | -          | -          | -          | ?      | ?      |
| gen.-ago. 2017 | Rommen        | 4D            | ?          | ?          | -               | -               | -               | -                  | -                  | -                  | -          | -          | -          | ?      | ?      |
| ago.-dic. 2017 | Oslo City     | 4D            | ?          | ?          | CN              | -               | -               | -                  | -                  | -                  | -          | -          | -          | ?      | ?      |
| 2018           | Gøy-Nor       | 4D            | ?          | ?          | -               | -               | -               | -                  | -                  | -                  | -          | -          | -          | ?      | ?      |
| Totale         | Totale        | Totale        | 41+        | 14+        |                 | 2+              | 0+              |                    | -                  | -                  |            | -          | -          | 43+    | 14+    |